# 八木荘村
八木荘村（やぎしょうむら）は滋賀県愛知郡にあった村。現在の愛荘町の中央部にあたる。

## 地理
- 河川：宇曽川、南川、五の谷川、淵川

## 歴史

### 八木荘村の成立
1889年（明治22年）施行に伴い、連合戸長役場を置いていた13ヶ村の区域を以て八木荘村が設けられた。合併にあたっては、滋賀県が示した計画に対して各村の有力者が一部を分けるよう意見したが、合併後の村の規模が小さくなるとして退けられた。村名について郡長から諮問を受けた連合戸長は、規模の大きい島川の名を採るのも一理あるが、それでは島川と他の集落で軋轢が生じるため別の名称が良いとし、共通の氏神神社である八木神社から採った「八木ノ庄村」や「八木ノ郷村」を提案した。この申し出が一部容れられて、「八木荘村」となった。

### 行政区画の変遷
- 1889年（明治22年）4月1日 - 町村制の施行により、蚊野外村、香之庄村、元持村、沖村、宮後村、北八木村、下八木村、島川村、長塚村、栗田村、野々目村、南野々目村及び矢守村の区域をもって、八木荘村が発足する。
- 1955年（昭和30年）4月1日 - 秦川村及び八木荘村が合併して、秦荘町が発足する[2]。

## 行政

### 村役場
大字島川1177番地に村役場を置いた。

### 村長
1947年（昭和22年）までは村会の推薦を原則とした選出、1947年以降は公選であった。

## 出身著名人
- 堤康次郎 - 実業家（西武グループ創業者）、政治家。下八木村出身[5]。